# Clark-Gletscher
Der Clark-Gletscher ist ein Gletscher auf einem niedrigen Sattel zwischen dem Mount Theseus und Mount Allen im Ostteil der Olympus Range im ostantarktischen Viktorialand.
Teilnehmer einer von 1958 bis 1959 durchgeführten Kampagne im Rahmen der neuseeländischen Victoria University’s Antarctic Expeditions benannten ihn nach Robin Hamley Clark (1921–1987), Lehrstuhlinhaber für Geologie an der Victoria University of Wellington, der die Forschungsreise unterstützte.